# Eusebia
Flavia Eusebia (... – Tessalonica, 360) fu la seconda moglie dell'imperatore romano Costanzo II e forse augusta dell'Impero romano.
Eusebia ebbe una notevole influenza sul marito, incidendo sulla politica della corte di Costanzo: fu la principale sostenitrice di Giuliano, cugino di Costanzo e in seguito imperatore, che riuscì a far nominare cesare dell'Impero.
Le fonti principali sulla sua vita sono il panegirico scritto da Giuliano per ringraziarla e diversi commenti dello storico Ammiano Marcellino. Trattandosi però di topoi, luoghi comuni sia positivi che negativi, gli storici moderni ne hanno scarsa considerazione.

## Biografia
Eusebia era originaria di Tessalonica, dove venne cresciuta assieme ai fratelli Eusebio e Ipazio e dove ricevette una buona educazione, in particolare in letteratura. Suo padre era Eusebio, magister militum ("comandante in capo dell'esercito") di Costanzo II, che l'imperatore stimava tanto da concedergli di condividere il consolato del 347.
Nel 353 Eusebia sposò Costanzo, poco prima della vittoria decisiva di costui sull'usurpatore Magnenzio. In occasione del matrimonio, Eusebia, descritta dalle fonti come molto bella, si mosse da Tessalonica assieme alla madre, in una sontuosa processione equestre; all'epoca il padre doveva essere già morto. Costanzo onorò la propria sposa creando una nuova diocesi, costituita dalla Bitinia e da parti della Pontica, cui diede il nome di Pietas ("pietà", "senso del dovere", "rispetto"), traduzione in latino della parola greca eusebia.
Eusebia usò la propria influenza sul marito per aiutare le persone a lei vicine; ad esempio, i due fratelli divennero consoli insieme nel 359. Dal punto di vista religioso, Eusebia fu una sostenitrice dell'Arianesimo, in questa influenzata dall'eunuco Eusebio, il potente praepositus sacri cubiculi ("addetto agli appartamenti imperiali") di Costanzo. Per tale motivo entrò in contrasto con Leonzio, vescovo trinitario di Antiochia di Siria; non di meno, inviò del denaro a papa Liberio, bandito nel 355 in Tracia da Costanzo per volere dei consiglieri ariani dell'imperatore.
Eusebia e Costanzo non ebbero figli: sebbene sia stata forse lei stessa a convincere il marito a elevare il cugino Giuliano al rango di cesare, si tramanda anche che abbia causato i ripetuti aborti della moglie del futuro imperatore, allo scopo di non avere pretendenti al trono di sangue imperiale. Ottenne la nomina dei fratelli al consolato e l'esenzione dalle tasse per i possedimenti di famiglia (18 gennaio 360).
All'inizio del 361 Costanzo sposò Faustina, quindi Eusebia doveva essere già  morta nel 360, forse per una malattia all'utero o a causa di una medicina datale per curarne l'infertilità.